# Arthur 3: The War of the Two Worlds
Arthur y la guerra de los mundos (en francés: Arthur 3: La Guerre des deux mondes, también conocida como Arthur y los Minimoys 3 o simplemente Arthur 3) es una película francesa y americana de acción en vivo y animación coescrita, coproducida y dirigida por Luc Besson, basada en su novela del mismo título y protagonizada por Freddie Highmore, Mia Farrow y Selena Gomez. EuropaCorp produjo la película, que es la tercera de Besson de la serie de Arthur, tras Arthur y los Minimoys y Arthur y la venganza de Maltazard.

## Argumento
Para tener éxito en su plan, Maltazard utilizó el telescopio (destruido en el proceso) para ampliarse a sí mismo a tamaño humano, mientras que Arthur queda atrapado en su pequeño tamaño. Acompañado de Selenia y Betamache, Arthur recuerda una poción de ampliación en su casa y trata de conseguirlo. Sin embargo, Matlazard es consciente de ello, así y tiene la intención de utilizarlo para ampliar a sus seguidores e iniciar su conquista de la ciudad. Maltazard tiene éxito, pero Arthur regresa a su forma humana utilizando un elixir de la vida de una abeja reina. Archibald convence a Darkos de cambiar de bando y convertirse en bueno, y lo amplía con una segunda poción que había escondido. Arthur hace su camino a la ciudad y batalla contra Maltazard con la ayuda de Darkos, que se mantiene fiel a su palabra. Selenia y Betameshe encogen a Maltazard nuevo a su tamaño Minimoy usando otra de las pociones de Archibald. Arthur lo atrapa, y el Ejército de EE. UU. aparece y derrota a las fuerzas de Maltazard. Maltazard sigue siendo un prisionero de la familia de Arthur, y todos los domingos, la abuela de Arthur, Margarita, le trae un pedazo de pastel, como había prometido, pero lo deja fuera de su celda, donde no puede llegar a él.

## Reparto
- Freddie Highmore - Arthur
- Mia Farrow - Daisy
- Selena Gomez - Selenia
- Lou Reed - Maltazard
- Iggy Pop - Darkos
- Jimmy Fallon - Prince Betameche
- Ron Crawford - Archibald
- Robert Stanton - Sheriff Armand Montgomery
- Penny Balfour - Rosetta "Rose" Suchot Montgomery
- David Gasman - Mechanic
- Mike Powers - Graffiti Artist

## Comentarios
Arthur y la guerra de los mundos recibió críticas mixtas a pobres. Un crítico de Rotten Tomatoes consideró que la película tenía "Una leve mejoría respecto a sus dos predecesoras" y dio a la película una puntuación de 2/5.

## Reino Unido
Poco después del lanzamiento inicial, fue editada junto con Arthur y la venganza de Maltazard en una sola película. Esta versión, con el título de Arthur y la gran aventura, se estrenó en los cines el 24 de diciembre de 2010.

## EE.UU.
Arthur 3: La guerra de los mundos no se estrenó en los cines en los EE. UU., debido a los malos resultados en taquilla de Arthur y los Minimoys. En cambio, la 20th Century Fox Home Entertainment lanzó junto con Arthur y la venganza de Maltazard como dos películas -direct-to-videojuego el 22 de marzo de 2011, bajo el título de Arthur y los Minimoys 3: The New Minimoy Adventures.